# Залесье (Мурманская область)
Залесье — упразднённый посёлок в Мурманской области. Находится на территории муниципального округа город Апатиты с подведомственной территорией.. Существовал в 1935—1989 годы.

## География
Расположен в центральной части Кольского полуострова, на берегу Тик-губы оз. Экостровская Имандра и у озера Тикозеро, в 4,38 км от города Апатиты (напрямую) или 5,31 км по дороге.

## Топонимика
В 1930—1940-х — назывался Вторая ферма совхоза «Индустрия», до 1967 — Второе отделение подсобного хозяйства «Индустрия». В 1967 году переименован в посёлок Залесье.

## История
Возник в 1930 году, как отделение колхоза «Индустрия» (Вторая ферма).
Посёлок официально образован в 1935 году.
Упразднён в 1989 году.

## Население
По данным Всероссийской переписи населения 2010 года, население, постоянно проживающее на территории населённого пункта отсутствует.
В посёлке проживают люди, зарегистрированные в Апатитах.

## Инфраструктура
До 1992 года на полях выращивался картофель.
В 2010 году было проведено электричество в не электрифицированные части посёлка.
В настоящее время в посёлке располагаются поля агрофирмы «Индустрия» и дачи горожан (СОТ Морошка).

## Транспорт
До посёлка в летнее время ездит автобус, маршрут улица Северная, дом 23а — «п. Речной».
Рядом с посёлком имеется пассажирская платформа, где делает остановку электричка Апатиты-1 — Кандалакша.